# Przybranówek
Przybranówek [pronunciación en polaco: /pʂɨbraˈnuvɛk/] es un pueblo ubicado en el distrito administrativo de Gmina Aleksandrów Kujawski, dentro del Distrito de Aleksandrów, Voivodato de Cuyavia y Pomerania, en el norte de Polonia central. Se encuentra a 8 kilómetros al suroeste de Aleksandrów Kujawski y a 25 kilómetros al sur de Toruń.
El pueblo tiene una población de 163 habitantes.